# Базалуццо
Базалуццо (итал. Basaluzzo) — коммуна в Италии, располагается в регионе Пьемонт, в провинции Алессандрия.
Население составляет 1949 человек (2008 г.), плотность населения составляет 128 чел./км². Занимает площадь 15 км². Почтовый индекс — 15060. Телефонный код — 0143.
Покровителем коммуны считается святой Иоаким, празднование 24 июля. (San Gioacchino).

## Демография
Динамика населения:

## Администрация коммуны
- Официальный сайт: